# 萧方晷
萧方晷（?—?），《梁书》没有记载萧方晷，《周书》作萧方平，南北朝萧梁人物，梁元帝萧绎的儿子，梁武帝萧衍的孙子。
侯景之乱时，雍州刺史、岳阳王萧詧与其叔父荆州刺史、湘东王萧绎不睦，于是向西魏称藩。萧绎也交好西魏。550年（梁武帝太清四年、梁简文帝大宝元年、西魏文帝大统十六年）正月，萧绎派少子萧方晷入质于西魏，西魏不受质，与萧绎结爲兄弟。